# アシクロビル
アシクロビル (英語: Aciclovir) は、ウイルス感染症の治療薬である。単純ヘルペスウイルスや水痘・帯状疱疹ウイルスに使われる。グラクソ・スミスクラインよりゾビラックス、一般薬（第一類医薬品）としてヘルペシア（大正製薬）、等後発医薬品も多数。

## 効果・効能
単純ヘルペスウイルスや水痘・帯状疱疹ウイルスに対して有効性を持つ。単純ヘルペスウイルス感染症（単純疱疹）の治療や骨髄移植時における発症抑制、水痘、帯状疱疹の治療に使われる。注射薬は、これらのウイルスによる脳炎・髄膜炎にも適応を持っている。

## 副作用
内用薬（注射剤、錠剤等）では下記の項目が重大な副作用に設定されているが、外用薬（軟膏、クリーム等）には設定されていない。
- アナフィラキシー（呼吸困難、血管浮腫等）
- 汎血球減少、無顆粒球症、血小板減少、播種性血管内凝固症候群（DIC）（0.02%）、血小板減少性紫斑病
- 意識障害（昏睡）、せん妄、妄想、幻覚、錯乱、痙攣、てんかん発作、麻痺、脳症等
- 呼吸抑制、無呼吸（0.02%）
- 中毒性表皮壊死症（Toxic Epidermal Necrolysis：TEN）、スティーブンス・ジョンソン症候群（皮膚粘膜眼症候群）
- 間質性肺炎、急性腎不全、肝炎、肝機能障害、黄疸、急性膵炎

副作用発現率は、注射剤で4.60%、錠剤・顆粒剤で2.09%（単純疱疹、帯状疱疹、水痘の通算）、軟膏で0.87%（治験と使用成績調査の通算）、眼軟膏で13.57%であった。その他の剤形は後発品であるので頻度調査を実施しておらず不明である。

## 薬理
ヘルペスウイルス（HSV-1、HSV-2）または水痘・帯状疱疹ウイルス（VSV）感染細胞内ではウイルス性のチミジンキナーゼ（TK）が発現している。アシクロビルはウイルス性TKで一リン酸化された後、宿主（ヒト）細胞性キナーゼで三リン酸体（活性体）となり、ウイルスDNAポリメラーゼでウイルスDNAに取り込まれ、それ以上のDNA伸長を阻害し、ウイルスの増殖を防ぐ。

## 化学的性状
白色から微黄白色の結晶性の粉末で、においはなく、味は苦い。ジメチルスルホキシドに溶けやすく、酢酸 (100) にはやや溶けにくい。水に溶けにくく、メタノール・エタノール (95) に極めて難溶である。アセトン、1-プロパノール、ジエチルエーテル、ヘキサンにほとんど溶けない。希塩酸、希水酸化ナトリウム試液またはアンモニア試液に溶ける。

## 歴史
バローズ・ウェルカム研究所でガートルード・エリオンが1974年に開発した。
日本ではグラクソ・スミスクラインからゾビラックスが販売される。後発医薬品も様々に販売されている。剤形としては注射、錠剤、顆粒、シロップ、ゼリー、クリーム、軟膏、眼軟膏がある。2007年に一般用医薬品として大正製薬よりヘルペシア軟膏、グラクソ・スミスクラインよりアクチビア軟膏が発売された。
効能は口唇ヘルペス再発のみだが、受診を避けたい性器ヘルペス患者も気軽に買えるよう、承認条件として義務付けられた薬剤師による指導をあえて控えているのではないかと、経済誌『ZAITEN』2009年2月号が問題提起した。